# Alauda arvensis japonica
Alauda arvensis japonica é uma subespécie de cotovia da família Alaudidae.
É endémica de Japão.